# Acronicta albomarginata
Acronicta albomarginata là một loài bướm đêm trong họ Noctuidae.